# Ritmos del Caribe
Ritmos del Caribe o Borrasca, es una película musical mexicana de 1950 producida, escrita y dirigida por Juan José Ortega y protagonizada por Amalia Aguilar y Rafael Baledón.

## Argumento
Una bailarina cubana sufre un calvario al enamorarse de un médico originario de México. El problema entre ambos es que el hombre está casado.

## Reparto
- Amalia Aguilar
- Rafael Baledón
- Susana Guízar
- Rita Montaner
- Roberto Cobo
- La Sonora Matancera
- Los Panchos

## Comentarios
Poco antes de estelarizar la cinta Al son del mambo (1950), la rumbera cubana Amalia Aguilar se roba los mejores momentos de esta cinta de corte musical con una trama mínima. Por fortuna, los momentos dramáticos del filme son sepultados por las intervenciones musicales de Daniel Santos, Bienvenido Granda, La Sonora Matancera, Los Panchos y la explosiva presencia de Amalia, quién aporta una sensualidad y ritmo fuera de serie.